# S34-es személyvonat
Az S34-es személyvonat egy budapesti elővárosi és távolsági vonat Budapest-Déli és Keszthely között. A vonat Szabadbattyán, Kiscséripuszta, Polgárdi-Tekerespuszta és Fenékpuszta kivételével minden állomáson és megállóhelyen megáll. Fonyódról Keszthelyre napi 1, míg nyáron napi 1-2 pár közlekedik. Vonatszámuk 86-tal kezdődik.

## Története
Budapest és Keszthely között korábban is járt azonos megállási renddel személyvonat, az S34-es jelzést 2014. december 14-étől viseli. Mivel a vonat csak nyáron közlekedik, így 2015. június 15-én indult ez a viszonylat. A vonat csak nyári hétvégén és ünnepi napokon közlekedik. Budapest és Székesfehérvár között az S30-as vonat menetrendjével közlekedik.
2016. nyári szezontól az összes S34-es vonat "BAGOLYVONAT" néven is közlekedik.
2018. június 16-ától, a nyári menetrend életbe lépésétől új S34-es vonatot indítottak Fonyódról Keszthelyre, napi 1 alkalommal.
2021. nyári szezontól már Stadler FLIRT motorvonatok is közlekednek, illetve már nem csak hétvégén hanem hétköznap is közlekedik. Ezáltal Budapest és Keszthely között gyorsabb és kényelmes az eljutás éjszaka.
2022. május 20-ától vonat már elő- utószezonban is közlekedik hétvégente 1 párral. Székesfehérvártól Budapest-Déli pályaudvarig a vonat csak Agárd, Gárdony, Velencefürdő, Velence, Érd alsó, Budafok és Kelenföldön áll meg. Újdonság, hogy ezen a  viszonylaton is bevezették egyes megállóhelyeken a feltételes megállást. 2022-es nyári főszezontól a vonat naponta közlekedik napi 2 párral Budapest és Keszthely között.

## Útvonala
| 0   | Budapest-Déli végállomás nyáron | 201 | 17, 56, 56A, 59, 59A, 59B, 61 21, 21A, 39, 102, 139, 140, 140A, 221 770 S10 , S12 , S30 , S35 , S40 , G40 , S42 , G42 , IC, InterRégió, |
| 7   | Budapest-Kelenföld              | 193 | 1, 19, 49 8E, 40, 40B, 40E, 53, 58, 87, 87A, 88, 88A, 101B, 101E, 108E, 141, 150, 150B, 153, 154, 172, 173, 187, 188, 188E, 250, 250B, 251, 251A, 251E, 272 689, 691, 710, 712, 715, 720, 722, 724, 725, 727, 731, 732, 734, 735, 736, 760, 762, 763, 764, 767, 770, 774, 775, 778, 779, 798, 799 S10 , S12 , S30 , S35 , S36 , S40 , G40 , S42 , G42 , G43 , IC, EC, EN, InterRégió, sebesvonat, |
| 10  | Albertfalva                     | ∫   | 7, 58, 114, 213, 214 17, 41, 47, 48, 56 S36 |
| 12  | Budafok                         | 186 | 33, 58, 114, 133E, 141, 158, 213, 214, 241, 241A, 250, 250B, 251, 251A 47, 56 S36 , S40 , S42 , G43 |
| 16  | Kastélypark                     | ∫   | 33, 133E 700 S36 |
| 19  | Tétényliget                     | ∫   | S36 |
| 22  | Érd alsó                        | 177 | 700, 705, 710, 712, 715, 720, 722, 731, 733, 734, 735, 736, 738, 741, 742, 744, 745, 746, 755 1120, 1134 S30 , Z30 , S35 , S36 , sebesvonat |
| 26  | Tárnok                          | ∫   | 741, 742 S30 , Z30 , S35 , S36 , G43 |
| 32  | Martonvásár                     | ∫   | 702, 703, 704, 749, 759, 769, 8238 S30 , Z30 , S35 , S36 , G43 |
| 35  | Baracska                        | ∫   | 1 702, 8013 S30 , Z30 , S35 , S36 , G43 |
| 38  | Pettend                         | ∫   | S30 , Z30 , S35 , G43 |
| 41  | Kápolnásnyék                    | ∫   | 718, 748, 749, 758 S30 , Z30 , S35 , S36 , G43 |
| 44  | Velence                         | 160 | 707, 716, 718, 747, 749, 757, 758 S30 , Z30 , S35 , G43 |
| 45  | Velencefürdő                    | 159 | 707, 719, 747, 750, 757, 758, 759 S30 , Z30 , S35 , G43 |
| 48  | Gárdony                         | 156 | 707, 716, 719, 747, 750, 757, 758, 759 S30 , Z30 , S35 , G43 , sebesvonat |
| 50  | Agárd                           | 153 | 707, 716, 719, 747, 750, 751, 757, 758, 759 S30 , Z30 , S35 , G43 |
| 53  | Dinnyés                         | ∫   | 719, 750, 758, 759 S30 , Z30 , S35 , G43 |
| 64  | Székesfehérvár                  | 144 | 13, 13A, 13G, 13Y, 20, 30, 31, 31E, 32, 33, 34, 35, 36, 37, 38, 40, 41, 43, 44 Helyközi buszok S30 , Z30 , G43 , S150 , S440 , IC, InterRégió, személyvonat, sebesvonat, expresszvonat |
| 78  | Székesfehérvár-Repülőtér        | 140 | 707, 716, 719, 747, 750, 757, 758, 759 S30 , S35 , személyvonat, sebesvonat |
| 96  | Lepsény                         | 124 | Helyközi buszok S30 , S35 , IC, személyvonat, sebesvonat |
| 102 | Balatonaliga                    | 118 | Helyközi buszok S30 , S35 , expresszvonat, személyvonat, sebesvonat |
| 106 | Balatonvilágos                  | 115 | Helyközi buszok S30 , S35 , expresszvonat, személyvonat, sebesvonat |
| 110 | Szabadisóstó                    | 110 | Helyközi buszok S30 , S35 , expresszvonat, személyvonat, sebesvonat |
| 113 | Szabadifürdő                    | 108 | Helyközi buszok S30 , S35 , expresszvonat, személyvonat, sebesvonat |
| 118 | Siófok                          | 99  | Helyközi buszok S30 , S35 , IC, expresszvonat, személyvonat, sebesvonat |
| 126 | Balatonszéplak felső            | 94  | Helyközi buszok S30 , S35 , expresszvonat, személyvonat, sebesvonat |
| 129 | Balatonszéplak alsó             | 92  | Helyközi buszok S30 , S35 , expresszvonat, személyvonat, sebesvonat |
| 131 | Zamárdi felső                   | 89  | Helyközi buszok S30 , S35 , expresszvonat, személyvonat, sebesvonat |
| 134 | Zamárdi                         | 86  | Helyközi buszok S30 , S35 , IC, expresszvonat, személyvonat, sebesvonat |
| 138 | Szántód                         | 82  | Helyközi buszok S30 , S35 , expresszvonat, személyvonat, sebesvonat |
| 140 | Balatonföldvár                  | 79  | Helyközi buszok S30 , S35 , IC, expresszvonat, személyvonat, sebesvonat |
| 145 | Balatonszárszó                  | 71  | Helyközi buszok S30 , S35 , IC, expresszvonat, személyvonat, sebesvonat |
| 150 | Balatonszemes                   | 66  | Helyközi buszok S30 , S35 , IC, expresszvonat, személyvonat, sebesvonat |
| 155 | Balatonlelle felső              | 61  | Helyközi buszok S30 , S35 , expresszvonat, személyvonat, sebesvonat |
| 158 | Balatonlelle                    | 58  | Helyközi buszok S30 , S35 , IC, expresszvonat, személyvonat, sebesvonat |
| 163 | Balatonboglár                   | 54  | Helyközi buszok S30 , S35 , IC, expresszvonat, személyvonat, sebesvonat |
| 168 | Fonyódliget                     | 50  | Helyközi buszok S30 , S35 , IC, expresszvonat, személyvonat, sebesvonat |
| 173 | Fonyód végállomás               | 42  | Helyközi buszok S30 , S35 , IC, InterRégió, expresszvonat, személyvonat, sebesvonat |
| 181 | Bélatelep                       | 38  | Helyközi buszok S35 , InterRégió, személyvonat, sebesvonat |
| 183 | Alsóbélatelep                   | 36  | Helyközi buszok S35 , InterRégió, személyvonat, sebesvonat |
| 187 | Balatonfenyves                  | 32  | Helyközi buszok S35 , IC, InterRégió, személyvonat, sebesvonat |
| 190 | Balatonfenyves alsó             | 30  | Helyközi buszok S35 , InterRégió, személyvonat, sebesvonat |
| 193 | Máriahullámtelep                | 27  | Helyközi buszok S35 , személyvonat, sebesvonat |
| 195 | Máriaszőlőtelep                 | 25  | Helyközi buszok S35 , személyvonat, sebesvonat |
| 198 | Balatonmáriafürdő               | 21  | Helyközi buszok S35 , IC, InterRégió, személyvonat, sebesvonat |
| 203 | Balatonberény                   | 17  | Helyközi buszok S35 , IC, InterRégió, személyvonat, sebesvonat |
| 207 | Balatonszentgyörgy              | 11  | Helyközi buszok S35 , IC, InterRégió, személyvonat, sebesvonat |
| 219 | Keszthely végállomás            | 0   | Helyközi buszok IC, InterRégió, személyvonat, sebesvonat |